# 五葉亭広信
五葉亭 広信（ごようてい ひろのぶ、生没年不詳）とは、江戸時代末期から明治時代にかけての浮世絵師。

## 来歴
五粽亭広貞の門人。五葉亭、五蒲亭、白水、白水斎、東林、芦野家と号す。作画期は嘉永4年（1851年）から明治5年（1872年）にかけてとされる。主に大坂で興行された芝居の役者絵を描いているが、明治5年の『其粉色陶器交易』（そのいろどりとうきのこうえき）の挿絵には「西京　白水広信画」とあり、これ以前に大阪から京都に移り住んでいたものと見られる。

## 作品
- 『其粉色陶器交易』三巻　※絵入根本、佐橋富三郎作。明治6年（1873年）刊行、下巻奥付に「明治五年壬申十一月御免許」とあり
- 『鞋補童教学』（くつなおしわらんべのおしえ）三巻　※同上
- 「げいこ菊の（三代目片岡愛之助）　勝間源五兵へ（初代實川延三郎）」　中判錦絵2枚続　池田文庫所蔵　※文久元年（1861年）8月、大坂中の芝居『五大力恋緘』より。「広貞門人広信」の落款あり
- 「乱菊枕慈童」（百眼米吉・二代目嵐璃珏）　大判大首絵　池田文庫所蔵　※文久2年2月、大坂角の芝居『乱菊枕慈童』より
- 「犬飼現八・市川市十郎　犬塚信乃・實川延若」（里見八犬伝　芳流閣）　中判錦絵2枚続　池田文庫所蔵　※文久3年9月、大坂筑後芝居『里見八犬伝』より
- 「犬川額蔵・浅尾朝太郎」　中判錦絵8枚続の内　池田文庫所蔵　※同上
- 「犬山道節・尾上松緑」　中判錦絵8枚続の内　池田文庫所蔵　※同上
- 「錦祥女・市川市蔵　和藤内・尾上多見蔵　甘輝・三枡大五郎」　中判錦絵3枚続　池田文庫所蔵　※元治2年（1865年）2月、角の芝居『国姓爺合戦』より
- 「和とふない・尾上松玉」（華競錦写絵）　大判錦絵　※同上。「松玉」とは二代目尾上多見蔵の俳名。
- 「八重垣ひめ・大谷友松」（華競錦写絵）　大判錦絵　※元治2年3月、筑後芝居『宿花操文章』より
- 「半がく女・嵐徳三郎」（華競錦写絵）　大判錦絵　早稲田大学演劇博物館所蔵　※:慶応元年（1865年）5月、大坂竹田芝居『和田合戦女舞鶴』より
- 「おその・嵐璃寛」　中判錦絵　池田文庫所蔵　※明治3年5月、筑後芝居『彦山権現誓助剣』より